# Actinidiaceae
Las actinidiáceas (Actinidiaceae) son una familia de árboles, arbustos o lianas leñosas que agrupa a tres géneros o siete, según autor, y unas 362 especies.

## Descripción
Poseen hojas simples, alternas, dispuestas en espiral, sin estípulas, con bordes aserrados o dentados; inflorescencias axilares o laterales, rara vez reducidas a una sola flor, siendo más frecuente encontrarlas en forma de tirso; flores provistas de pedicelo, bracteadas, con ovario súpero, anteras invertidas después de la antesis; frutos en forma de baya o cápsula loculicida; semillas pequeñas y por lo general abundantes.

## Hábitat
Los tres géneros de las actinidiáceas se encuentran en regiones tropicales y subtropicales de Asia. Las Saurauia pueden encontrarse además en el neotrópico.

## Taxonomía
La clasificación taxonómica de los géneros de esta familia ha sido objeto de debate.
En un principio se incluyeron dentro de la familia de las Dilleniaceae, aunque algunos autores, como Gordon Eugene Hunter, sugirieron que deberían incluirse dentro de las Ericaceae. En la actualidad, según los trabajos de Cronquist y Thorne, se considera como una familia independiente. Cuando los géneros Actinidia y
Saurauia se incluyen en la misma familia, como es la norma actual, el nombre de
Actinidiaceae se acepta como preferente sobre el de Saurauiaceae, que tiene prioridad
cronológica.